# John Morton Boyd
John Morton Boyd (31 janvier 1925 - 25 août 1998) est un zoologiste, écrivain et défenseur de l'environnement écossais. Il est l'un des pionniers de la conservation de la nature en Écosse.

## Biographie
Boyd est né à Darvel, Ayrshire, de Thomas Boyd, maître d'œuvre et de Jeanie Morton. Il étudie à la Kilmarnock Academy  puis à l' Université de Glasgow où, après avoir débuté par ingénierie, il se réoriente vers la zoologie. Au cours de son premier cycle, il étudie les escargots des dunes de sable de l'île de Tiree, dans les Hébrides intérieures. Dans le cadre de son doctorat, il étudie les vers de terre  du Machair, correspondant aux zones littorales fertiles et de faible altitude que l'on trouve en Écosse et en Irlande.
Boyd est influencé par les écrits de Seton Gordon et Frank Fraser Darling . Ayant visité St Kilda, il constate le potentiel que représente pour la recherche sa faune endémique, notamment le mouton Soay, le troglodyte de St Kilda (une sous-espèce du troglodyte mignon) et le mulot de Saint-Kilda. Il participe également à des recherches sur le phoque gris, sur l'île de Rona.
En 1971, Boyd est nommé directeur, pour l'Écosse, de Nature Conservancy. Il prend sa retraite en 1985 mais reste impliqué dans la protection de la nature jusqu'à sa mort, survenue à Édimbourg en 1998.
John Morton Boyd et son épouse Winifred Rome ont eu quatre fils. L'un d'entre eux, Sir Ian L. Boyd, est également zoologiste.